# Колібрі-смарагд червонодзьобий
Колі́брі-смара́гд червонодзьобий (Cynanthus canivetii) — вид серпокрильцеподібних птахів родини колібрієвих (Trochilidae). Мешкає в Мексиці і Центральній Америці.

## Опис

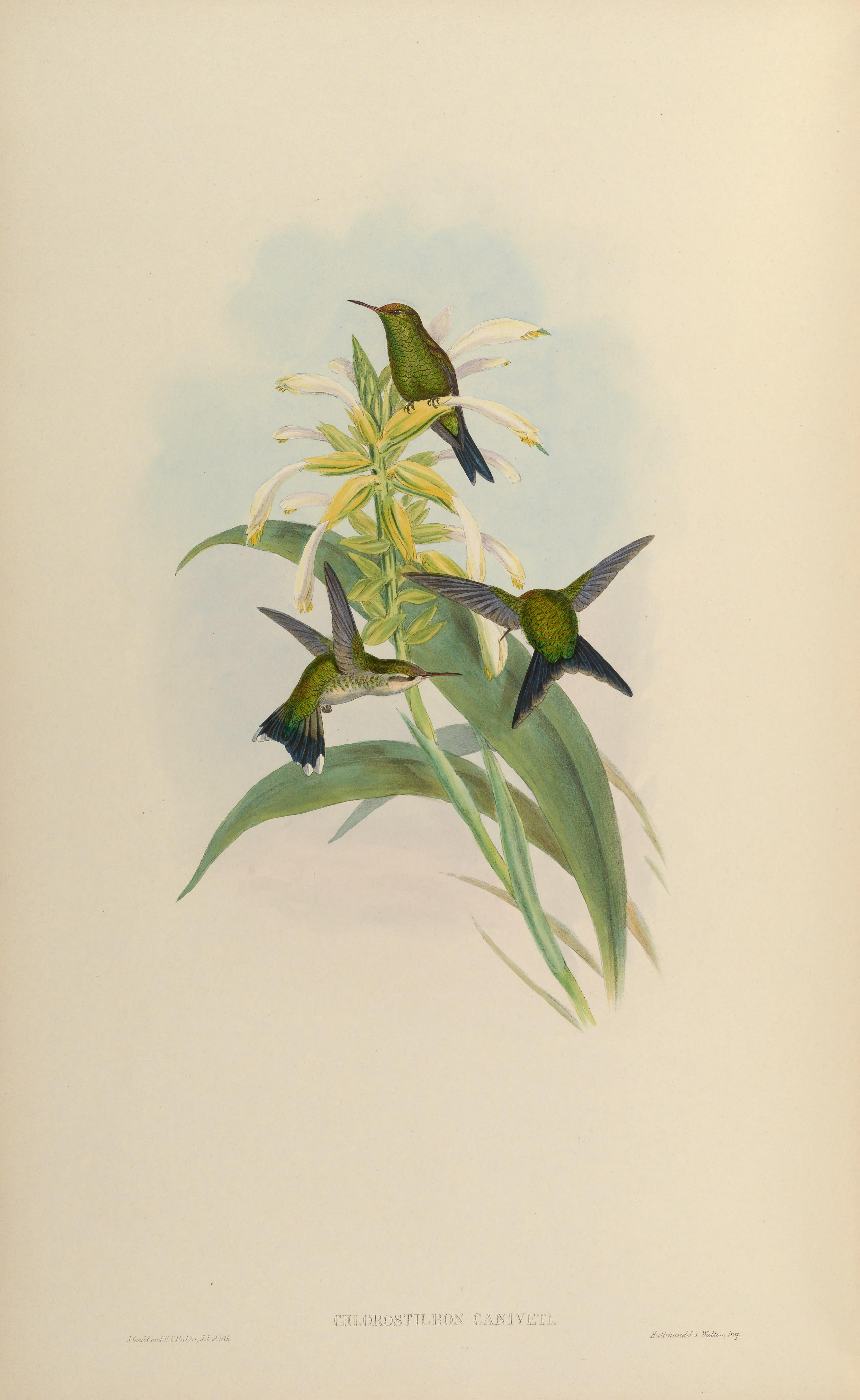
Червонодзьобі колібрі-смарагди

Довжина самців становить 7,8-9,3 см, вага 2,1-2,8 г, довжина самиць становить 7,5-8,6 см, вага 2,3 г. У самців номінативного підвиду тім'я яскраво-зелоисте або золотисто-зелене, решта верхньої частини тіла менш блискуча, золотисто-зелена. Нижня частина тіла яскраво-золотисто-зелена. Хвіст довгий, роздвоєний, синювато-чорний, 2-3 центральні пари стернових пер мають темно-бурувато-сірі кінчики. Дзьоб прямий, червоний з чорним кінчиком.
У самиць верхня частина тіла і боки яскраво-зелені з металевим відблиском або бронзово-зелені, тім'я більш тьмяне. За очима сірувато-білі смуги, щоки чорнуваті. Нижня частина тіла світло-сіра. Хвіст коротший і менш роздвоєний, ніж у самців. Центральна пара стернових пер металево-зелена або синьо-зелена, наступні три пари також мають чорну смугу на кінці і білі кінчики, крайні стернові пера біля основи темні, на кінці мають коричнювато-сірі і чолрні смуги. Дзьоб зверху чорний, знизу червоний з чорним кінчиком.
У самців підвиду C. c. osberti хвіст коротший і менш роздвоєний, ніж у представників номінативного підвиду, а сірі кінчики центральних стернових пер вужчі і темніші. У самців підвиду C. c. salvini верхня частина дзьоба темна, а центральгі стернові пера мають темно-сірі кінчики.

## Підвиди
Виділяють три підвиди:
- C. c. canivetii (Lesson, RP, 1832) — від південної східної Мексики (на південь від Тамауліпасу) до Белізу і північної Гватемали, острів Хольбош[en], острови Іслас-де-ла-Байя і Кочінос[en] (на північ від Гондурасу);
- C. c. osberti (Gould, 1860) — від південно-східної Мексики (південний схід Чіапасу) до західного Нікарагуа;
- C. c. salvini (Cabanis & Heine, 1860) — тихоокеанські схили на північному заході Коста-Рики.

## Поширення і екологія
Червонодзьобі колібрі-смарагди мешкають в Мексиці, Гватемалі, Белізі, Сальвадорі, Гондурасі, Нікарагуа і Коста-Риці. Вони живуть в сухих і сезонно вологих, напіввідкритих і відкритих ландшафтах, зокрема на узліссях і галявинах вічнозелених тропічних лісів, у вторинних лісах, саванах і садах, в Коста-Риці також в мангрових заростях. Представники номінативного підвиду зустрічаються на висоті до 1600 м над рівнем моря, представники підвиду C. c. osberti — на висоті до 1900 м над рівнем моря, представники підвиду C. c. salvini — на висоті до 800 м над рівнем моря.
Червонодзьобі колібрі-смарагди живляться нектаром дрібних квітів з короткими віночками, які запилюються комахавми та ігонруються багатьма іншими видами колібрі. Зокрема, у Веракрусі вони споживають нектар Hamelia patens, Palicourea padifolia, Neobuxbaumia scoparia і Conostegia xalapensis. Птахи переміщуються за певним маршрутом, шукають квіти в нижньому і середньому ярусах лісу. Крім того, вони доповнюють раціон дрібними безхребетними. Сезон розмноження у червонодзьобих колібрі-смарагдів номінативного підвиду триває з лютого по травень, у представників підвиду C. c. osberti в Сальвадорі — з грудня по лютий, у представників підвиду C. c. salvini — з листопада по квітень. Гніздо чашоподібне, робиться з рослинних волокон, пуху і кори, розміщується в підліску, на висоті 1-3 м над землею. В кладці 2 білих яйця. Пташенята покидають гніздо через 24-25 днів після вилуплення.